# Луговая улица (Чернигов)
Луговая улица (укр. Лугова вулиця) — улица в Деснянском районе города Чернигова, исторически сложившаяся местность (район) Бобровица. Пролегает от улицы Шевченко до улицы Малиновского. 
Примыкают улицы Песчаная.

## История
Строительная улица проложена в 1960-х годах. 
Переименована, когда село Бобровица вошло в состав города Чернигова, поскольку в Чернигове уже была улица с данным названием. В 1974 году улица получила название улица Ерёменко — в честь Маршала Советского Союза, Героя Советского Союза Андрея Ивановича Ерёменко.
Рабочей группой учтено предложение жителей улицы, по этому 19 февраля 2016 года улица получила современное название, согласно Распоряжению городского главы В. А. Атрошенко Черниговского городского совета № 54-р «Про переименование улиц города» («Про перейменування вулиць міста»). 
До 1974 года другая улица называлась Луговая, расположенная параллельно и западнее современной Луговой. До 1983 года часть современной улицы Варзара в исторической местности Лесковица называлась Луговой улицей.

## Застройка
Улица пролегает в юго-западном направлении параллельно улице Романа Бжеского. Улица расположена в пойме реки Десна. Парная и непарная стороны улицы заняты усадебной застройкой.
Учреждения: нет.